# Anton Ignaz von Fugger-Glött
Anton Ignaz von Fugger-Glött (Innsbruck, 3 settembre 1711 – Ratisbona, 25 febbraio 1787) è stato un vescovo cattolico austriaco, fu dal 1769 alla morte vescovo di Ratisbona.

## Biografia
Dal 1728 residente a Colonia, dal 1727 al 1730 filosofia e dal 1730 al 1734 di diritto in utroque iure a Innsbruck. Nel 1738 venne nominato canonico a Ellwangen, nel 1750 arciprete a Colonia e nel 1751 canonico presso la Chiesa di San Gereone (Colonia), dove nel 1754 divenne insegnante.
Il 29 marzo 1756 venne nominato prevosto di Ellwangen venendo approvato il 18 luglio dello stesso anno da papa Benedetto XIV). Nello stesso anno, l'8 settembre, suo fratello Franz Karl Joseph von Fugger-Glött, venne nominato vescovo ausiliare di Costanza, con la sua benedizione. Come prevosto garantì l'indipendenza del prevostato di Ellwangen dal vescovato di Augusta che gli era confinante e che da diversi anni tentava di impossessarsi della giurisdizione prevostale.
Il 25 giugno 1764 divenne insegnante a Colonia ed il 18 gennaio 1769 fu eletto vescovo di Ratisbona con il consenso di papa Clemente XIV del 12 giugno 1769, insediandosi ufficialmente il 17 settembre 1769 a Ratisbona.
Non potendo più personalmente risiedere a Ellwangen, il 30 aprile 1770 nominò un proprio coadiutore, mantenendo ad ogni modo il titolo di prevosto dell'abbazia locale.
Morì nella sua residenza di Ratisbona il 28 febbraio 1787.

## Genealogia episcopale
La genealogia episcopale è:
- Cardinale Scipione Rebiba
- Cardinale Giulio Antonio Santori
- Cardinale Girolamo Bernerio, O.P.
- Arcivescovo Galeazzo Sanvitale
- Cardinale Ludovico Ludovisi
- Cardinale Luigi Caetani
- Cardinale Ulderico Carpegna
- Cardinale Paluzzo Paluzzi Altieri degli Albertoni
- Cardinale Gaspare Carpegna
- Cardinale Fabrizio Paolucci
- Cardinale Vincenzo Bichi
- Vescovo Johann Franz Schenk von Stauffenberg
- Vescovo Franz Karl Joseph von Fugger-Glött
- Vescovo Anton Ignaz von Fugger-Glött